# 黑默
黑默（德語：Hemer，發音：[ˈheːmɐ] ⓘ）是德国北莱茵-威斯特法伦州阿恩斯贝格行政区马克县的城市，面积67.66平方千米，2023年12月31日人口为33,916人。